# Crematogaster crinosa
Crematogaster crinosa är en myrart som beskrevs av Mayr 1862. Crematogaster crinosa ingår i släktet Crematogaster och familjen myror. Inga underarter finns listade i Catalogue of Life.

## Bildgalleri

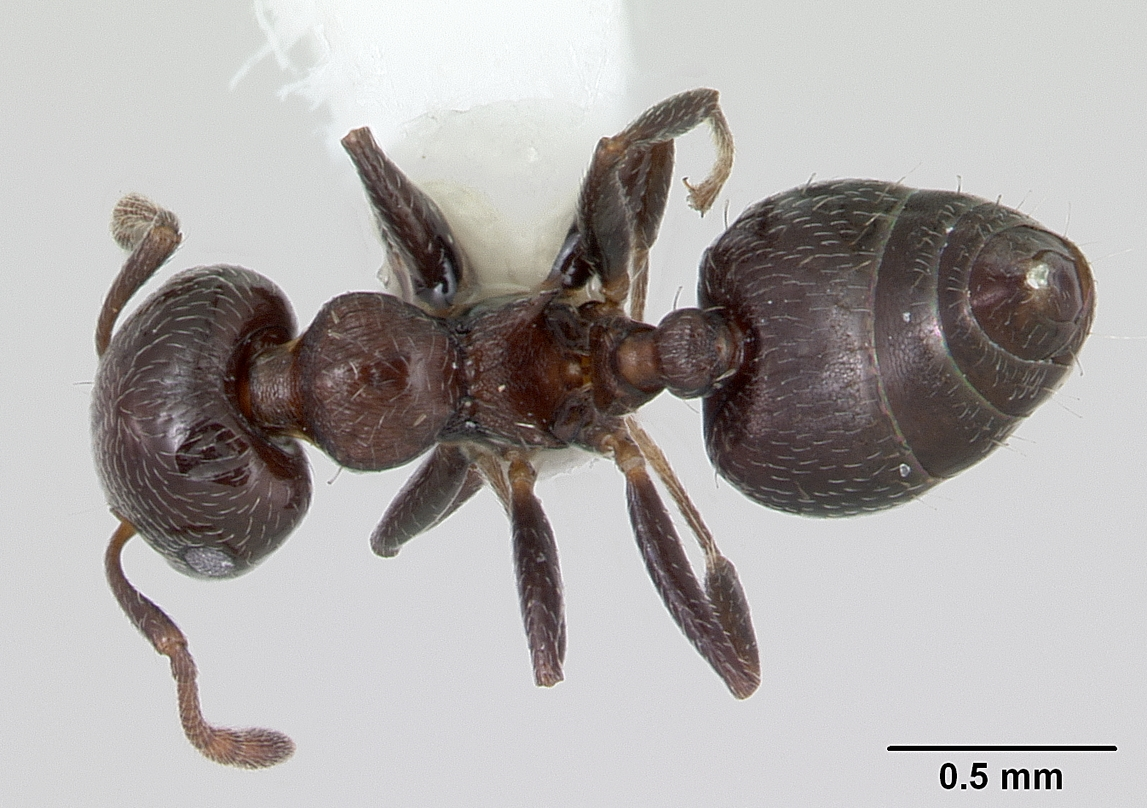
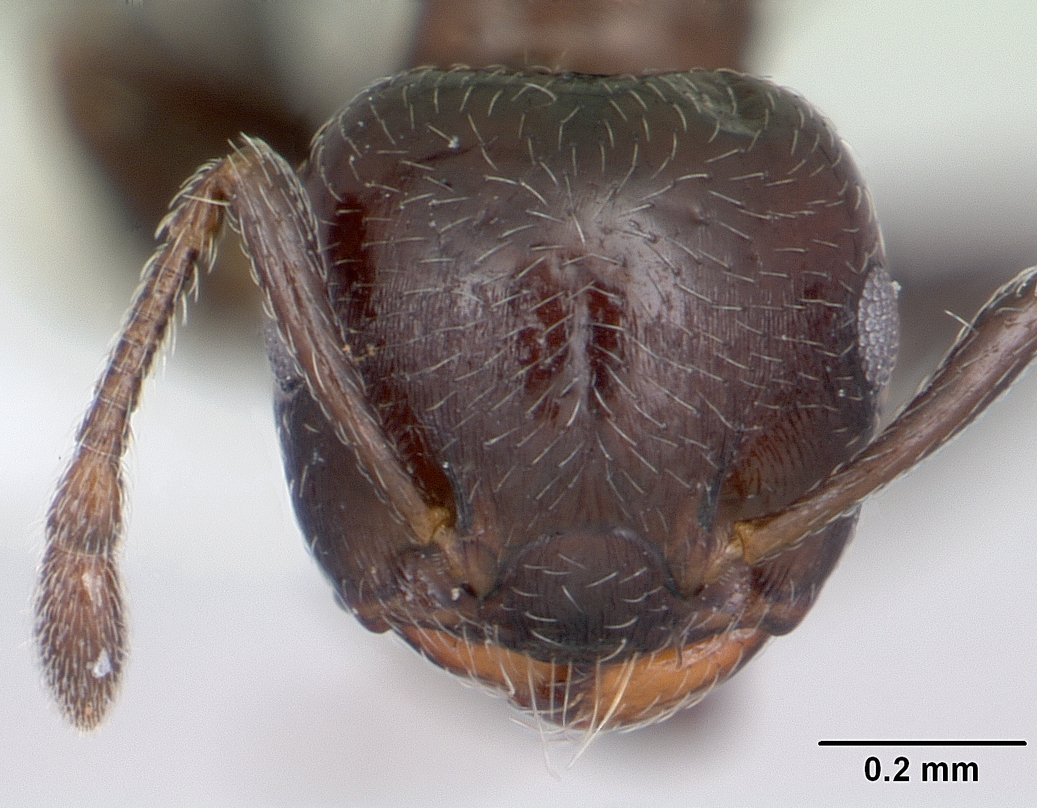
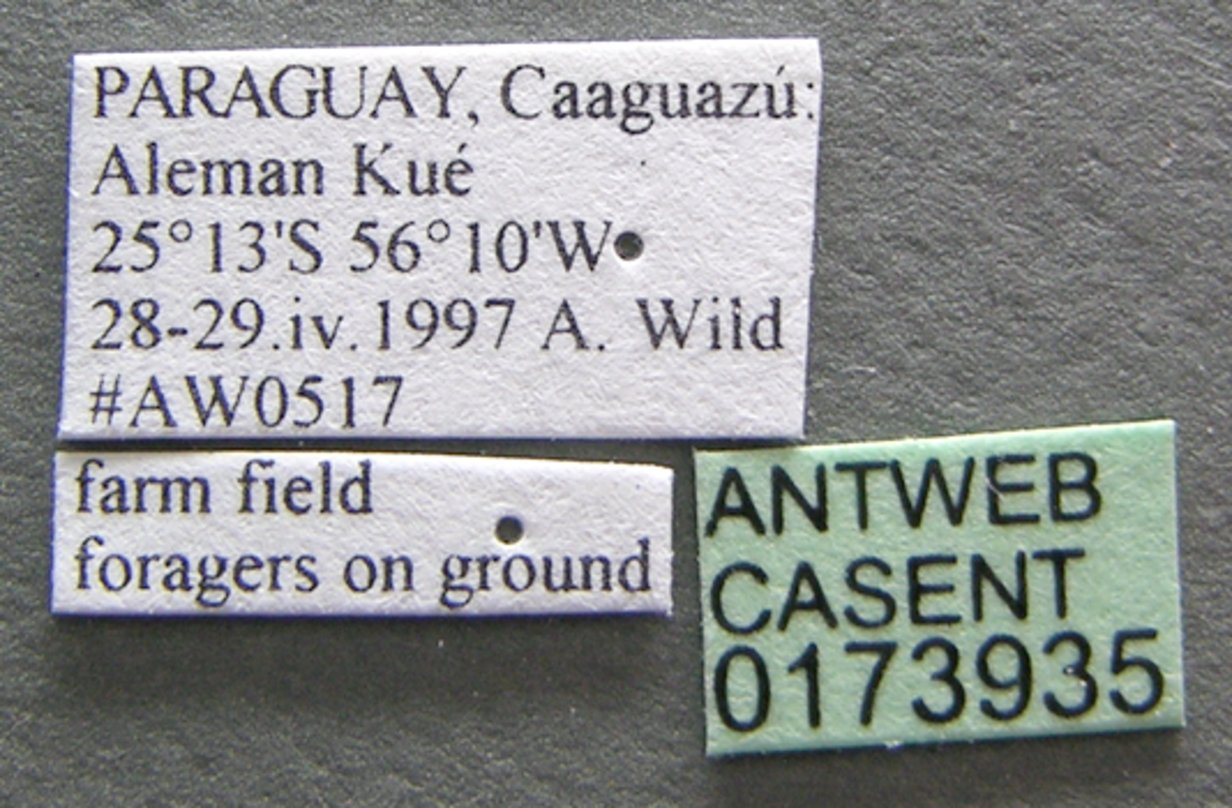
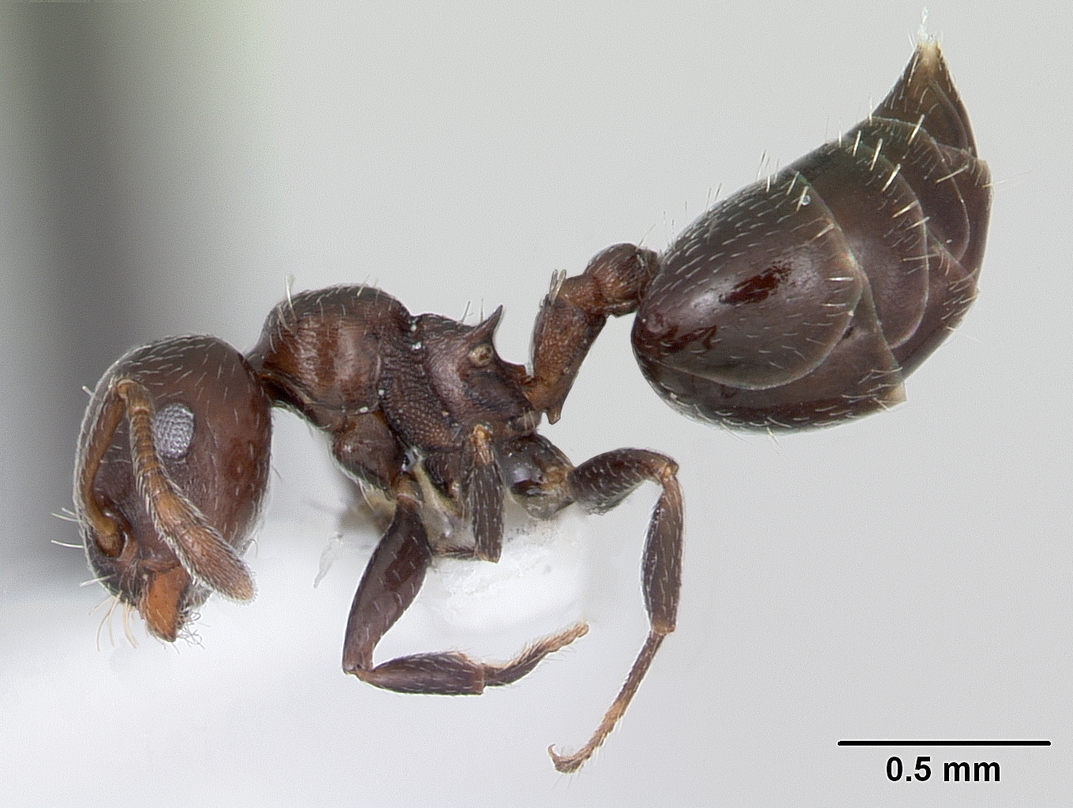
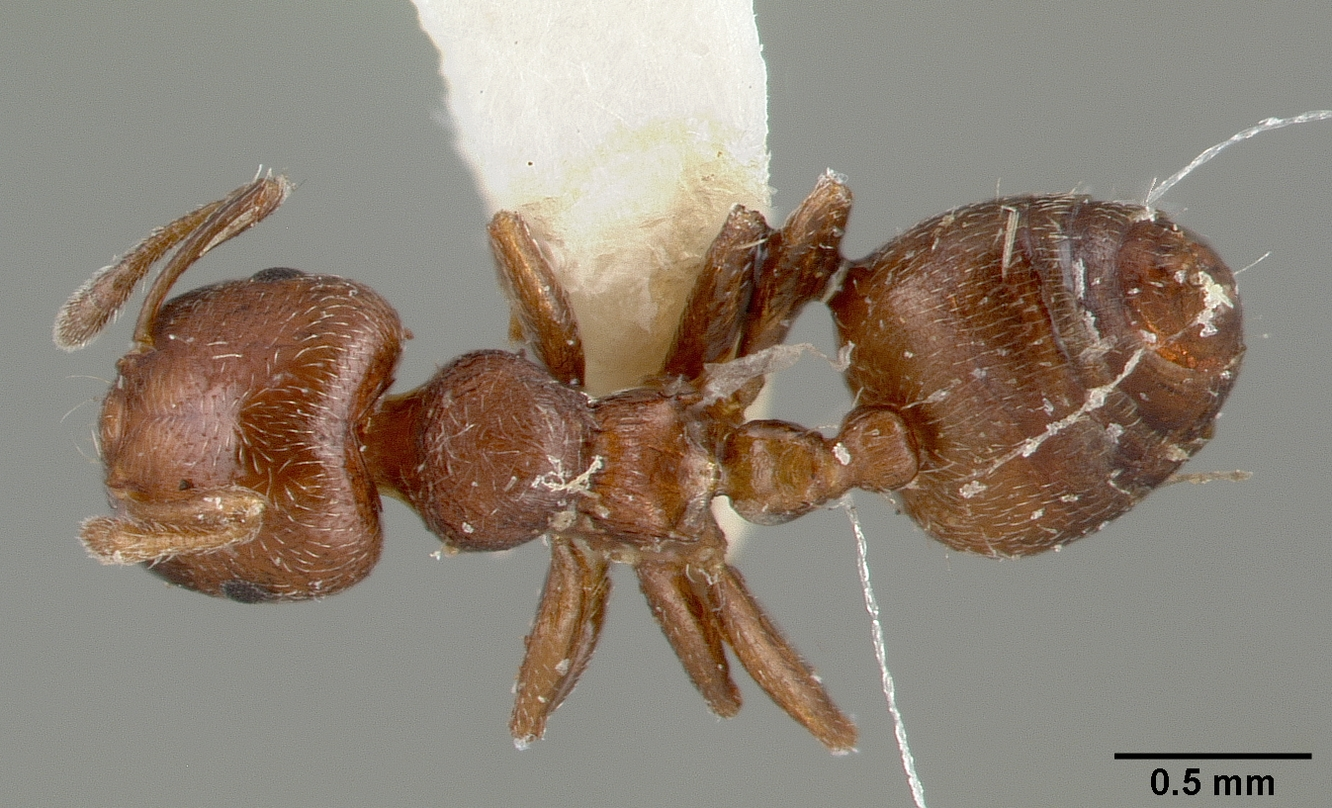
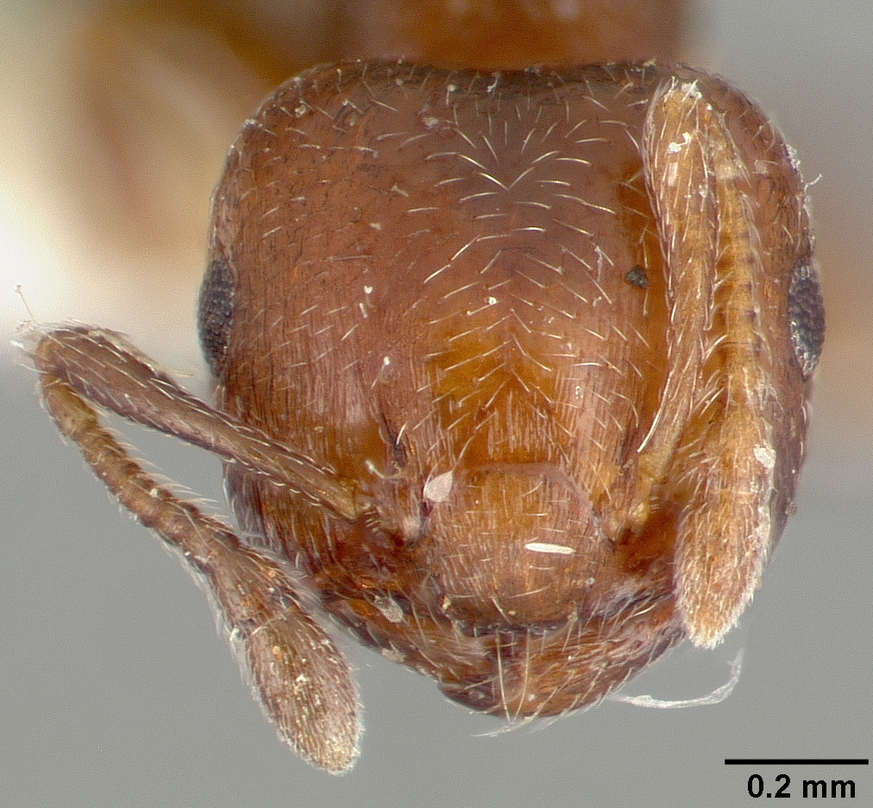